# Eloq
August Fenger Janson (født 1991) også kendt som ELOQ, er en dansk musikproducer og DJ og filmkomponist. Han er født i København og er søn af sangerinde Søs Fenger og den svenske guitarist Henrik Janson.
I år 2011 var han med til at danne det danske pladeselskab Cheff Records, sammen med bl.a. Kidd, TopGunn og Klumben, og stod for at producere størstedelen af deres udgivelser. Samtidigt med dette co-producerede han MØ’s single Glass og udgav to EP'er i eget navn med titlerne "Galactic Neckbreaks" og "Mysterious".
I 2013 udgav han EP'en "C'Mon" og optrådte på Roskilde Festival. Han har optrådt til Distortion i København flere gange.
I 2018 co-producerede han The Minds of 99’s album Solkongen, og ligeledes var han med på flere sange på 2022 albummet Infinity Action.
I 2019 udgav han endnu et solo-projekt kaldet ’Love City’ – en hyldest til hans hjemby København. Her har nummeret "Rooftop" taget fart[kilde mangler] specielt i Tyskland.
Eloqs lyd er ofte citeret for at være inspireret af Nintendo spil og deres soundtracks som han voksede op med.
Han er medstifter af den elektroniske trio AVAVAV med Anders Dixen og Martin Skovbjerg, der har optrådt på Roskilde Festival i år 2015 og 2017 og har turneret verden over. I 2015 udgav de EP’en They Live som blandt andet indeholder streaming hittet "All Good". I 2017 udgav de albummet Everything Is True og i 2019 udgav de albummet No Statues.
Sammen med AVAVAV lavede han i 2017 score til filmen Brakland, og i 2018 lavede de sammen full score til Netflix-serien The Rain.
August Fenger Janson har i eget navn selv lavet score til flere større serier og film. Blandt andre Netflix-serien Chosen og sæson 4 af Netflix og DR’s Borgen i 2022.

## Diskografi

### Albums
- Love City (2019)

### EP's
- Mysterious (2011)
- Galactic Neckbreaks Ep (2011)
- C'mon (2013)
- All Nite (2020)

### Singler
- Cash Flow (w. ANYA) (2015)
- You Know (w. Jerry Folk) (2016)
- Diamonds ft. MØ (2017)
- Worth it (2018)
- Since you (2019)

### Scores
- Brakland (2017) m. AVAVAV
- The Rain Sæson 1, 2 og 3 (2018-2020) m. AVAVAV
- Verdensmænd Sæson 1 og 2(2019)
- Sort Som Iris (2019)
- Chosen Sæson 1(2022)
- Borgen Sæson 4 (2022)
- Ragnarok Sæson 3 (TBA)[5]

## Reference
1. ↑  https://www.discogs.com/release/11648172-The-Minds-Of-99-Solkongen
2. ↑  https://www.discogs.com/release/21643927-The-Minds-Of-99-Infinity-Action
3. ↑  Nu afslører Roskilde Festival årets plakat | TV 2 Kosmopol
4. ↑  Eloq har slået sig ned med Netflix og filmmusik: »Det er sgu meget lækkert, hvis det her bare er mit job« / Interview
5. ↑  ‘Ragnarok’ Season 3 Completes Filming, Likely to Release in 2023 on Netflix | Midgard Times